# John Cortes
John Emmanuel Cortes, MBE, és un ecologista, zoòleg, jutge de pau i diputat gibraltareny, membre del Partit Socialista Laborista de Gibraltar. Està casat i té dos fills.

## Biografia
Cortes va fundar la Unió d'Estudiants de Gibraltar. El 1976, es va convertir en el primer secretari general de la Gibraltar Ornithological & Natural History Society (GONHS), i des de 1991, director del Jardí Botànic de Gibraltar, càrrecs que va exercir fins al 2011.
Entre 1983 i 1991, va ser també un funcionari públic, havent arribat al càrrec de director general de l'Autoritat Sanitària de Gibraltar.
També va ser un magistrat durant 17 anys, i es va triar president de l'Associació de Magistrats de Gibraltar el 2009.
Al desembre de 2011, amb la seva elecció al Parlament de Gibraltar, va dimitir de tots els seus altres càrrecs públics, i va ser designat Ministre de Salut i Medi Ambient pel ministre en cap Fabian Picardo.

## Vida acadèmica
Cortes es va graduar en Ecologia a Londres, i va rebre el seu Ph.D. de la Universitat d'Oxford, el 1983.